# William Wood (zapaśnik)
William Olive „Billy ”Wood (ur. 6 listopada 1886 w Camberwell w Londynie, zm. 29 kwietnia 1971 w Dulwich w Londynie) – brytyjski zapaśnik walczący w obu stylach. Srebrny medalista olimpijski z Londynu 1908 w stylu wolnym i dziewiąty w stylu klasycznym. Walczył w wadze lekkiej – 67 kg.
Mistrz kraju w 1909 (85 kg).
- Turniej w Londynie 1908

Pokonał swoich rodaków: George’a Faulknera i George’a MacKenzieego, a także Amerykanina Johna Kruga. W finale przegrał z krajanem George de Relwyskowem.
- Turniej w Londynie 1908 – styl klasyczny

Wygrał z Karelem Halíkiem z Bohemii i przegrał z Węgrem Józsefem Marothym.